# エヴリバディーズ・フール
エヴリバディーズ・フール (Everybody's Fool) は、エヴァネッセンスの曲である。エミー曰く「虚像を作り上げる女性セレブリティ」の歌であり、例としてブリトニー・スピアーズとクリスティーナ・アギレラを挙げている。